# Lina Heydrich
Lina Matilde von Osten (Schleswig-Holstein, Alemania; 14 de junio de 1911-Fehmarn, Alemania, 14 de agosto de 1985), cuyo nombre de casada fue Lina Heydrich, fue una ferviente activista del partido nazi y esposa del director de la Oficina Central de Seguridad del Reich (Reichssicherheitshauptamt) y Reichsprotektor de Bohemia y Moravia, el Obergruppenführer SS, Reinhard Heydrich.

## Biografía
Lina Matilde von Osten nació en 1911 en Schleswig-Holstein y era hija de un maestro de escuela descendiente de la aristocracia alemana. En 1929 se unió al partido nazi con el nº1201380, convirtiéndose en una reconocida activista.
Lina von Osten conoció en la base naval de Kiel a Reinhard Heydrich en 1930 y se enamoró de él cuando este era un teniente en la Marina imperial y estaba comprometido con una hija de un superior, la cual recibió al poco tiempo una invitación para asistir a la boda de quien se suponía era su prometido con Lina. Heydrich fue expulsado de la Armada el 31 de mayo de 1931 por este lío de faldas.
Fue Lina quien por medio de un colaborador cercano de Heinrich Himmler, Karl von Eberstein, instó a Heydrich a unirse a las SS, siendo aceptado en 1931.
Lina von Osten y Reinhard Heydrich se casaron el 26 de diciembre de 1931 en la localidad de Grossenbrode y la pareja engendró a cuatro hijos, Klaus (1933-1943), Heider (1934), Silke (1939) y Marte (1942), esta última nacida póstumamente. Como regalo de bodas, Himmler ascendió a Heydrich a Sturmbannführer SS.
Fuentes no confirmadas sostienen que el matrimonio estuvo a punto de disolverse debido a un affaire de Lina con el entonces capitán de las SS Walter Schellenberg a quien Heydrich apartaría de ella mediante amenazas. Por su parte, Schellenberg siempre negó esa relación.[cita requerida]
Su esposo falleció a raíz de un atentado perpetrado el 27 de mayo de 1942 por comandos checos.

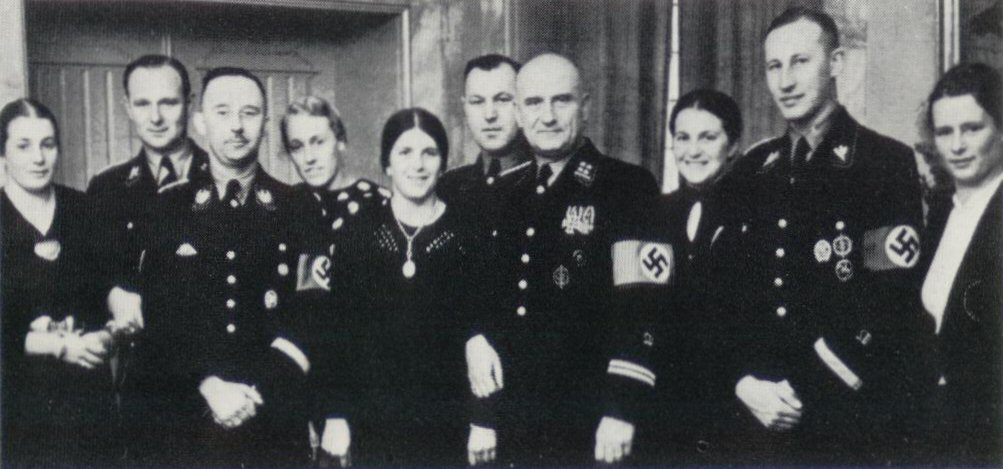
Lina Heydrich junto a Karl Wolff (extremo izquierdo) en una fotografía con los líderes de las SS que incluye a Reinhard Heydrich (extremo derecho)

Lina Heydrich, convertida en la viuda del Reich, obtuvo una onerosa pensión vitalicia y un castillo en Fehmarn como residencia por parte del Gobierno alemán por la muerte de su marido en la llamada Operación Antropoide bajo el concepto de caído en acción.
Su hijo mayor Klaus murió en un accidente de tráfico en 1943.
Después de la guerra, Lina Heydrich negó haber tenido conocimiento de los hechos infames de Heydrich y siguió percibiendo la pensión vitalicia y en 1965, a raíz del estigma de su apellido se casó con un empresario teatral finlandés llamado Mauno Manninen. Su castillo en Fehmarn fue convertido en posada y restaurante y fue destruido por un incendio de 1969. Lina Manninen escribió un libro llamado Leben mit einem Kriegsverbrecher (Viviendo con un criminal de guerra) en 1976 en el que defiende a su primer esposo, Reinhard Heydrich, y a sus ideales nacionalsocialistas.
Lina Manninen falleció a la edad de setenta y cuatro años en Fehmarn en agosto de 1985.